# 孙耀臣
孙耀臣（1903年—1928年12月26日），又名协正，号君鹏，山东莱西前保驾山村人。中国共产党早期人物。

## 生平
1925年，考入革命军山东二十六军炮校。1926年夏，加入中国共产党。1927年12月18日，同李伯颜接受中共山东省委派遣回到前保驾山村从事党的秘密活动，发展党员6名，成立前保驾山村党支部。1928年1月，同李伯颜到万第、水口等地恢复党的组织，同年3月建立中共莱阳县委，任宣传委员。12月26日因遭人举报被捕后处决。